# Toropogüei-teri
Toropogüei-teri, ou Toropogüey-teri, est une localité de la paroisse civile de Mavaca dans la municipalité d'Alto Orinoco dans l'État d'Amazonas au Venezuela, sur le río Padamo.